# Nuxalk (langue)
Cet article concerne la langue amérindienne également appelé bella coola. Pour le peuple du même nom, voir Nuxalk. Pour la ville canadienne de Bella Coola, voir Bella Coola.
Le nuxalk (prononciation : /nuχalk/), également appelé bella coola, est une langue amérindienne parlée par le peuple des Nuxalk, vivant à Bella Coola et dans ses alentours, en Colombie-Britannique. Elle appartient à la famille des langues salish.

## Utilisation
La langue est très menacée : un recensement mené en 2014 par le First Peoples' Cultural Council (en) (FPCC) n'a recensé que dix-sept locuteurs et 510 semi-locuteurs, pour la plupart ayant plus de 60 ans, sur une population de 1 660 Nuxalks.
Des cours sont occasionnellement proposés par le Nuxalk College de Bella Coola. Des camps d'immersion existent et des efforts de revitalisation linguistique sont en cours.